# Eustáquio Neves
José Eustáquio Neves de Paula (Juatuba, 10 de fevereiro de 1955) é um fotógrafo brasileiro.

## Biografia
Eustáquio Neves é um fotógrafo e videoartista autodidata nascido em Juatuba, Minas Gerais, graduado em química pela Escola Politécnica de Minas Gerais, em 1980. Vive atualmente em Diamantina/ MG, Brasil. 
A partir de 1989, começou a pesquisar e desenvolver técnicas alternativas e multidisciplinares, manipulando negativos e cópias. Desde 2006 tem pesquisado as mídias eletrônicas incluindo a sequência e o movimento. Entre outras linhas de interesse aborda temáticas relativas à identidade e a memória da cultura afrodescendente com trabalhos de corte social e crítico. 
Seu trabalho vem sendo amplamente divulgado em várias mostras no Brasil, exterior e tem recebido prêmios e a consagração do público e da crítica.
Recebeu o VII Prêmio Marc Ferrez de Fotografias da Funarte, RJ (1994); Prêmio Nacional de Fotografia, Funarte (1997); Grande Prêmio J. P. Morgan de Fotografia (1999).
Participou do XV Salão Nacional de Arte, Funarte, RJ (1996) e das seguintes exposições coletivas: ICBEU, BH (1991); Centro Cultural UFMG, BH (1991); Fundação Lammeck Gonzales, Contagem, MG (1992); Fotografia Brasileira Contemporânea, Museu Lasar Segall, São Paulo (1993); Galeria Olharia, BH (1993); O Fotógrafo Construtor, MIS, São Paulo (1993); O Construtor, Itaúgaleria, Goiânia (1994); Biblioteca Central da Universidade de Toronto, Canadá (1995); Velaturas, XXVII Festival de Inverno, UFMG, Ouro Preto, MG (1995); Fotografia, Galeria de Arte UFF, Niterói, RJ (1995); Galeria de Fotografia da Funarte, RJ (1995); Novas Travessias, New Directions in Brazilian Photography, The Photographers' Gallery, Londres (1996); Pinacoteca do Estado de São Paulo (1996); Galeria LGC Arte Hoje, RJ (1996); Coleção Pirelle, MASP de Fotografias, São Paulo (1997); Centro Cultural UFMG - 10 Anos, BH (1999); Minas Minas - Memorial e Contemporânea, IV Mês Internacional da Fotografia, Museu da Imagem e do Som, SP (1999).
Teve mostras individuais na Galeria de Arte da ETFOP (1991); Sala Genesto Murta, Palácio das Artes, BH (1992); Restaurante O Gaulês, BH (1993); Black Maria (instalação fotográfica), Centro Cultural de Belo Horizonte (1995).

### Atividades recentes
- 2014 - “E Tudo Nordeste?” 3º Bienal da Bahia/ Salvador/ BA
- 2013 -  PHOTO ESPANHA/ BRASIL SESC CONSOLAÇÃO/ SP;
- 2013 -  III Forum Latino - Americano de Fotografia/ São paulo;
- 2013 - AFRO-BRASIL, Fotografia Brasileira IFA Galerie/ Stuttgart/ German;

### Mostras Individuais
- 2008
  - Mozambique Triangle Workshop, Moçambique/ África;
  - Projeto “Madrid Mirada”, Madri/ Espanha 2007- C International Photo Magazine, Exhib., Phillips de Pury & Company, NY;
- 2007
  - 16º Festival de Mídia Eletrônica, Video Brasil SESC, SP;
  - Paraty em Foco, 24 – 30 outubro, Galeria Zoom, Paraty/ RJ.
  - ENCONTRO ENTRE DOS MARES. BIENAL DE SÃO PAULO/ VALENCIA, FUNDACIÓN DE LA C.V BIENAL DE LAS ARTES
- 2006 - Exposição “OUTROS NAVIOS”, FNAC Brasília, DF;
  -  Exposição “OUTROS NAVIOS”, FNAC Curitiba, RJ;
  - Exposição “OUTROS NAVIOS”, FNAC Curitiba, PA;
- 2005  
  - Exposição "OUTROS NAVIOS" - FNAC, São Paulo.
  - I Mostra Pan_Africana de Arte Contemporânea, Vídeo Instalação, Salvador/ Bahia;
  - Mapas Abiertos – AMOS ANDERSON ART MUSEUM, Finlândia;
- 2004 
  - Objetização do Corpo – Galeria Maria, Diamantina, MG;
  - Photofesta 2004 Maputo, II Encontro Internacional de Fotografia/ África;
  - Mostra Prêmio Porto Seguro de Fotografia 2004, São Paulo;
- 2003  
  - 5° Rencontres de la Photographie Africaine, Bamako – Mali, Africa;
- 2002
  - Traslado do Corpo, Centro Cultural da UFMG, BHZ/ MG;
  - "Memórias", Centre Régional de la Photographie - Nord pas de Calais/ França;
- 2001
  - Galeria Espaço Imagem & Forma/ NAFOTO, São Paulo;
- 2000
  - Sicardi Gallery, Houston/ Texas;
- 1999
  - Museu do Ceará, Fortaleza/ Ceará;
- 1998
  - Fotofest, Seventh International Month of Photography, Houston/ TX;
  - “Autograph”, Observatório, Recife/ PE;
- 1997
  -   Lo Individuo y su Memoria, VI bienal de Havana, Cuba;
- 1996
  -   Dia Nacional da Consciência Negra, Pinacoteca do Estado de  S. Paulo;
- 1995
  - “Fotofagia”, Galeria de Arte da Universidade Federal de Niterói;
  - “Fotofagia”, Galeria de Fotografia da Funarte, Rio de Janeiro;
  - “Black Maria”, Instalação Fotográfica, Belo Horizonte, Minas Gerais;
- 1994
  - “O Construtor”, Itaú Galeria, Goiânia/ GO;
- 1992
  - “O Homem e o seu Meio Ambiente”, Palácio das Artes, Minas Gerais;
- 1991
  - Galeria de Arte do ICBEU, Minas Gerais;
  - ETFOP Galeria de Arte de Ouro Preto, Ouro Preto, Minas Gerais.

### Mostras coletivas
- 2014 E´ TUDO NORDESTE, III Bienal de Salvador/ BA
- 2013 AFRO-BRASIL, Fotografia Brasileira IFA Galerie/ Stuttgart/ German;
- 2012 Mythologies: Brazilian Contemporary Photography - Shiseido Gallery - Tokio/ Japão;
- 2012 Dragão do Mar - Fortaleza/ Ce
- 2010 Exposição Festival Mundial das Artes e Cultura Negra – Dakar/ Senegal;
- 2011 Langhans Galerie Praha- Prague, Republica Czech;
- 22011 Langhans Galerie Praha- Prague, Republica Czech;
- 2010 Exposição Festival Mundial das Artes e Cultura Negra – Dakar/ Senegal;
- 2008 – IDENTIDADES CONTRAPOSTAS – Instituto Tomie Ohtake, SP;
- 2007 - Cidadania... Brasileiros – Centro Cultural de São Paulo, SP;
- 2006 - C International Photo Magazine, FNAC L´Llla, Barcelona/ Espanha;
- Exposição C International Photo Magazine, Moscow House of Phtography, The Sixth International Photography Month in Moscow;
- 2005 – Exposição- Revista C PHOTO MAGAZINE, Yvory Press, Londres;
- 2005 - Itinerância da Mostra MAPAS ABIERTOS:
  - Fototeca de Nuevo León, Monterrey, México (http://www.fotografosdenuevoleon.com.mx/primero.html;);
  - Amos Anderson Museum, Helsinki, Finlandia;
  - Sala de exposiciones de la Ciudadela. Pamplona; Fundación Telefónica.
  - Santiago de Chile; Auditorio de Galicia. Santiago de Compostela (www.auditoriodegalicia.org);
  - Bienal Fotonoviembre. Centro de fotografía Isla de Tenerife;
- 2004 - Itinerância da Mostra MAPAS ABIERTOS: 
  - Centro de la imagen. Ciudad de México; Museo de Arte Zapopan. Guadalajara. México.
  - 2004  Mapas Abiertos – Fotografia Latinoamericana 1991-2002, exposições simultâneas- Palau  de la Virreina/ Barcelona e Fudación Telefónica/ Madrid;
- 2003 
  - Ordenação e Vertigem - Centro Cultural Banco do Brasil, S. Paulo;
  - Labirinto e identidade- Fotografia no Brasil 1945- 1998, CENTRO UNIVERSITÁRIO DA USP, MARIANTONIA, São Paulo;
  -           Calcio del Rigore - Instituto Italo-Latino Americano, Roma/ Italia;
- 2002
  - Mundos Creados - Noorderlicht Fotomanifestatie Friesland/ Holanda;
- 2001 
  - Espaço Cultural Contemporâneo Venâncio, (ECCO), Brasília/ DF; 
  -           Memória do Corpo - Galeria do Centro de Artes da Funarte, RJ;
- 2000  
  - Latin American Photographs, New Viewpoints: The University of Texas at San Antonio, Visual Arts Gallery Presents/ TX;
  -           “Mostra do Redescobrimento Brasil+500”, Pinacoteca do Estado de S. Paulo;
  -           “Brazilian Photography 1946-1998,Labyrinth and Identities”, Fundação Dr. Antonio Cupertino de Miranda, Porto/ Portugal;
  -            Possíveis imagens: fotografia contemporânea, VI Semana de Arte de Londrina/ PR;
- 1999
  - “Fotografia de la Esperanza”, Benham Studio Gallery, Seattle/ Washington;
  - “Elogio de la Pasion”, Círculo de Bellas Artes, (PHE99), Madrid/ Espanha;
  -           “Brazilian Photography 1946-1998 Labyrinth and Identities”, Kunstmuseum Wolfsburg/ Alemanha;                      
  -           “Latin Americana”, Spaziofoto, Milano/ Itália;
  -           “Realmaravilloso” Centro culturale Cascina Grande, Milano/ Itália;
  -           “Prêmio J. P. Morgan de Fotografia”, Museu de Arte Moderna de S. Paulo;
- 1998
  - “Jogadas: Conduites de Balle,  Galleria Fuji, S. Paulo;
  -           “Jogadas: Conduites de Balle, Regional Centre Regional de la Photographie Nord Pas-de - Calais/ França;
  -             II Bienal Internacional de Fotografia de Curitiba;
  -           “Antologia da Fotografia Africana e a Diáspora”, Pinacoteca do Estado de S. Paulo;
  -           “Antologia da Fotografia Africana e a Diáspora”, Maison Europeenne Photographie/França;
- 1997
  - II Bienal Do Tokyo Metropolitan Museum of Photography/ Japão
  -            Mostra retrospectiva da Coleção Pirelli/Masp, Museu de Arte de S. Paulo;
  -           “Realmaravilloso” Festival de Fotografia, Cinema e Literatura, Prato/ Itália;
  -            Arte e Religiosidade no Brasil, Pinacoteca do Estado de S. Paulo;
- 1996  
  - “Novas Travessias: New Directions in Brazilian Photography, The Photography Gallery, Londres;
  -            Mostra da VI edição da Coleção PIRELLI/MASP de Fotografia, S. Paulo;
- 1995
  - “Velaturas” XXVII Festival de Inverno da Universidade Federal de Minas Gerais;
  -            XV Salão Nacional de Arte, Ministério da Cultura/ Funarte,Rio de Janeiro;
- 1994 
  - University of Toronto/ Canada;
- 1993
  - Fotografia Brasileira Contemporânea, Photo Meeting ,NAFOTO, S. Paulo;
- 1991 
  - Centro Cultural da Universidade Federal de Minas Gerais.

### Prêmios
- 2009 – Video experimental “Dead Horse” Filme em Minas/ Secretaria Estadual de Cultura;
- 2007 – Prêmio Videobrasil WBK Vrije Academie, Holanda;
- 2006 - PRÊMIO ORILAXÉ, Fundação Afro Reggae, Rio de Janeiro;
- 2005- Bolsa C Magazine/ Ivory Press, Londres;
- 2004- Prêmio Especial porto Seguro de fotografia, São Paulo;
- 1999-Grande Prêmio J. P. MORGAN DE FOTOGRAFIA, São Paulo/ Brasil;
- 1999-Bolsa Residência na Gasworks Studios and Triangle Arts Trust com suporte da Autograph (associação dos Fotógrafos Negros), Londres;
- 1997-Prêmio Nacional de Fotografia do Ministério da Cultura e Funarte/ Rio de Janeiro;
- 1994 -VII Prêmio Marc Ferrez de Fotografia , Funarte/ Rio de Janeiro.

### Coleções públicas
- Coleção Yvory Press, C Magazine, Londres;
- Coleção Porto Seguro de Fotografia/ SP;
- Coleção Instituto Cultural Santos, SP;
- Coleção do Banco Mundial, Washington;
- Museum of Fine Art Houston, Houston/ Texas;
- Coleção Pirelli Masp de Fotografia, Museu de Arte de São Paulo;
- Fototeca de Cuba, Havana/ Cuba;
- Funarte, Rio de Janeiro;
- Pinacoteca do Estado de S. Paulo;
- Coleção J. P. Morgan/ Brasil;
- MAM, Museu de Arte Moderna de S. Paulo;
- Museu Afro- brasil, São Paulo;
- Coleção Joaquim Paiva;
- Coleção do Centro Regional de fotografia Pas-de-Calais/ França;
- Instituto Cultural Itaú/ Banco de dados digital, setor Fotografia no Brasil.

### Publicações Coletivas
- 2014 PRŌTOCOLLUM art journal presents an international survey of contemporary non-Western art narratives and art history. http://www.dickersbach.net/
- 2008 Catálogo- Mostra MADRID MIRADA, Madrid/ Espanha;
- 2006 Website "http://www.autograph-abp.co.uk  (portfolio e biografia);
- 2005 Revista -  C Magazine, Londres;
- Catálogo -  I Mostra Pan_Africana de Arte Contemporânea, Salvador/ BA;
- 2004 Catálogo – “Mapas Abiertos”, Barcelona/ Espanha;
- Catálogo – Prêmio Porto Seguro de Fotografia, São Paulo;
- Catálogo - II encontro Internacional de Fotografia Maputo/ África;
- Revista – Fotosite nº 2, São Paulo;
- 2003 Catálogo - Ordenação e Vertigem, CCBB, São Paulo;
- Catálogo - 5° Rencontres de la Photographie Africaine, Africa;
- Catálogo - Calcio de Rigore, Italia;
- Direitos de uso de imagem cedidos para o programa “Reflecting Sking” - BBC4, Londres;
- Catálogo- Labirintos e Identidade, Cosac & Naify
- 2002  Livro - "BLINK", Phaidon Press, Londres;
- Livro – “Visões e Alumbramentos”, fotografia contemporânea na coleção Joaquim Paiva/
- Brasilconnects;
- Catálogo - "Mundos Creados", Holanda;
- Revista - COYTE 02, Londrina/ PR;
- Livro “Fotografia Expandida” da tese de doutorado
- do curador e pesquisador de fotografia Rubens Fernandes Junior;
- 2001  Livro - “Different”, Phaidon Press , Londres;
- Livro - Facing up to the Past - Perspectives on the Commemoration of the Slavery from
- Africa, the America and Europe - Holanda;
- Revista - Casa do Vaticano n° 04;
- 2000  Livro - Imagens da Fotografia Brasileira II, ed. SENAC, SP;
- Catálogo - Possíveis imagens: fotografia contemporânea, VI Semana de Arte de Londrina;
- Catálogo - Centro Português de Fotografia, n° 5, Porto/ Portugal;
- Catálogo - Mostra do Redescobrimento Brasil+500;
- Revista - Sexta-Feira n° 5, SP;
- 1999  Catálogo - "Mind the Gas", South American Residencies Publication, Gasworks/ Londres;
- Catálogo - PRÊMIO J. P. MORGAM DE FOTOGRAFIA, SP;
- Revista PHOTO, edição Italiana n°28, Itália;
- Catálogo - "Elogio de la Pasion", Photo Espanha 99, Madri/ Espanha;
- Livro - Brazilian Photography 1946-1998: Labirinto e Identidades, Alemanha;
- Revista - Infos Brésil, nº 152, França;
- Revista - PALAVRA nº 1, BHZ/ MG;
- 1998  Livro - Antologia da Fotografia Africana e a Diáspora, Pinacoteca/ SP;
- Catálogo - "Jogadas - Conduites de balle", Brasil/ França;
- Catálogo - Fotofest 98, Houston/ TX;
- Revista - "Caros Amigos", www.carosamigos.com.br;
- 1997  Catálogo - VI Bienal de Havana/ Cuba;
- Catálogo - II Biennial of Tokyo Metropolitan Museum of Photography, Tokyo/ Japão;
- Revista - Paparazzi, SP;
- CD-ROM, Autogarph, Londres;
- 1996  Catálogo - VI Coleção Pirelli/Masp de Fotografia, SP;
- Livro - "Novas Travessias: Contemporary Brazilian Photography;
- Revista - Revue Noire - Contemporary African Art/ França;
- 1994  Revista - Luna Córnea, Mexico;
- Livro - "Cenas de Belo Horizonte", BHZ/ MG.

### Publicações Individuais
- 2005 Livro - Fotoportátil, CosacNaify, SP;
- 1998 Catálogo - Museu do Ceará, Fortaleza/ CE;
- 1997 Catálogo - "Arte e Religiosidade no Brasil", Pincoteca, SP;
- 1996 Catálogo - "Eustáquio Neves Monograph", Autograph/ Londres;

### Outras Atividades
- 2007-2008 Dirigiu o Documentário “Caxamorra” de Lilian Aparecida Oliveira, contemplado no edital do FILME EM MINAS.